# Dilophus collaris
Dilophus collaris är en tvåvingeart som beskrevs av Guérin-Méneville 1844. Dilophus collaris ingår i släktet Dilophus och familjen hårmyggor.
Artens utbredningsområde är Uruguay. Inga underarter finns listade i Catalogue of Life.